# Franc I. Francoski
Franc I. Francoski, francoski kralj od 1515 do smrti, * 12. september 1494, Château de Cognac, † 31. marec 1547, Château de Rambouillet.
Franc I. velja za prvega francoskega renesančnega monarha. Za časa njegove vladavine je Francija doživela neizmeren kulturni napredek. Bil je sodobnik Sulejmana Veličastnega, s katerim je oblikoval francosko-otomansko zavezništvo, kot tudi angleškega kralja Henrika VIII. in svetorimskega cesarja Karla V.

## Zgodnje življenje
Franc I., edini sin Karla, grofa Angoulêma in Ludvike Savojske, se je rodil na gradu Château de Cognac v provinci Saintonge (del nekdanjega Akvitanskega vojvodstva). Njegov oče je bil bratranec kralja Ludvika XII.
Leta 1506 se je na pobudo Ludvika XII. zaročil s svojo sestrično Klavdijo, hčerko Ludvika in Ane Bretonske, s katero se je leta 1514 tudi poročil. Zaradi Salijskega zakonika, ki je izključeval možnost ženskega nasledstva na francoskem prestolu, je po smrti Ludvika XII., ki je ostal brez moških potomcev, zasedel prestol prav Franc I. kot pra-pravnuk Karla V. in potomec najstarejše preživele moške linije kapetinške rodbine. Za francoskega kralja je bil kronan v Reimski stolnici.
Čeprav sta se njegova dva predhodnika, Karel VIII. in Ludvik XIII.,  pretežni del svojega kraljevanja ukvarjala z Italijo, se nista preveč zbližala s humanističnimi gibanji, ki so izhajali iz nje. Vladala sta na enakih vzorcih, ki so prevladovali stoletja v francoski monarhiji. Ostala sta tako rekoč zadnja izmed srednjeveških francoskih vladarjev, kljub temu sta položila temelje renesansi, ki je s smrtjo Ludvika prihajala v Francijo v polnem zamahu.
Francosko - italijanski stiki so po dolgotrajnih vojnah za časa Karla VIII. in Ludvika XII. prinesli v Francijo v času, ko se je mladi Franc izobraževal, nove ideje. Tako so ga njegovi učitelji poskušali seznaniti z njimi, prav tako njegova mati, ki se je zelo zanimala za renesančno umetnost. Tako je bil kljub svojim dvajsetim letom Franc I. že prežet s humanizmom.

## Kraljevanje

### Mecen umetnosti
Do trenutka, ko je Franc I. postal francoski kralj leta 1515, je bila renesansa že vidna v Franciji; postal je pomemben podpornik sprememb in glavni mecen umetnosti. Svojo podporo je dal številnim velikim umetnikom tistega časa in jih spodbujal, da bi prišli v Francijo. Nekateri so delali zanj, med drugim tudi Andrea del Sarto in Leonardo da Vinci, ki ga je Franc I. prepričal, da je zapustil Italijo v pozni starosti. Čeprav je da Vinci v tem času ustvaril le malo slik, pa je prinesel s seboj v Francijo številna svoja dela vključno z Mona Liso (francosko La Joconde), ki so ostala tam tudi po njegovi smrti.
Ob njegovem nastopu so bile kraljeve palače okrašene zgolj s posameznimi velikimi slikarijami in niti enim kiparskim kosom. Čas njegovega kraljevanja je tisti, ko se je resnično začela povečevati umetniška zbirka francoskih kraljev, ki jo je še vedno mogoče videti v Louvru.
Ogromne količine denarja je vložil v nove stavbe. Nadaljeval je delo svojega predhodnika na Château d'Amboise, začela se je obnova Château de Blois. Prav tako je začel z izgradnjo veličastnega Château de Chambord, navdahnjenega z italijanskim renesančnim slogom. V renesančnem slogu je prenovil tudi srednjeveško utrdbo Louvre. Financiral je izgradnjo nove mestne hiše v Parizu. V Bulonjskem gozdu (Bois de Boulogne) je zgradil Château de Madrid, prenovil Château de St-Germain-en-Laye. Njegov največji projekt je bil izgradnja kraljeve palače v Fontainebleauju, ki je kmalu postala njegovo glavno bivališče. Vsak njegov projekt je bil ob tem razkošno opremljen tako navzven kot navznoter.

### Vojaška aktivnost
Vojaško in politično je bilo krajljevanje Franca I. manj uspešno. Poskušal je postati sveti rimski cesar, pri čemer ni uspel, nadaljeval je z vojno v Italiji. Leta 1515 je uspel poraziti Švicarje v bitki pri Marignanu, ki mu je omogočila osvojiti italijansko mestno državo Milano.
Večina vojaške aktivnosti je bila osredotočena na svetega rimskega cesarja Karla V. Z njim si je bil Franc I. v ognjevitem osebnem rivalstvu še iz časa vojn njunih predhodnikov v Burgundiji in Orleansu. Ob tem je bil Karel V., ki je osebno vodil tako Španijo kot Avstrijo in imel v oblasti številna manjša posestva ob meji s Francijo, stalna grožnja Francoskemu kraljestvu.
Franc I. je leta 1520 poskušal ustvariti zavezništvo z angleškim kraljem Henrikom VIII. s pogajanji v Camp du Drap d'Or blizu Calaisa, vendar mu kljub štirinajstdnevni diplomaciji ni uspelo doseči sporazuma. Njegov najbolj boleč poraz se je zgodil 24. februarja 1525 v bitki pri Pavii, ko je bil zajet s strani Karla V. S podpisom madridskega miru 14. januarja 1526 je bil Franc I. primoran v večje koncesije Karlu V., preden je bil 17. marca istega leta izpuščen iz madridskega zapora. V zameno za njegova dva sinova, Franca III. Bretonskega in Henrika II., se je lahko vrnil v Francijo, ko pa je bil prost, je trdil, da je bil njegov dogovor s Karlom V. pod pritiskom. Prav tako je trdil, da je bil sporazum ničen in ga kot takega zavračal, saj sta bila njegova sinova vzeta za talca, kar je namigovalo na to, da njegovi besedi niso zaupali.
Franc I. je še naprej vztrajal v sovraštvu do Karla V. in želel nadzor nad Italijo z nadaljnjimi vojnami. Zavračanje Madridskega sporazuma je vodilo v vojno Lige Cognac, po njenem neuspehu pa je sprejel pomoč Osmanskega cesarstva in šel po smrti milanskega vladarja Francesca II. Sforze v novo vojno v Italiji (1536–1538). Ponovno je bil poražen od Karla V. in prisiljen v podpis miru v Nici. Propad sporazuma je vodil k zadnjemu poskusu Franca I. k zavzetju Italije skozi Italijansko vojno v letih 1542 do 1546. Tokrat mu je uspelo zadržati vojski Karla V. in Henrika VIII., pri čemer je moral Karel V. zaradi finančnih problemov in problemov s Šmalkaldensko zvezo podpisati mir v Crépyju.

### Odnosi z Novim svetom in Azijo
Kot protiutež moči Svetega rimskega cesarstva, ki je preko španske krone vladalo večjemu delu Novega sveta, je Franc I. poskušal razvijati stike tako z Novim svetom kot Azijo. Francoske flote so bile tako poslane v obe Ameriki in na Daljni vzhod, tesne stike je vzpostavil z Osmanskim cesarstvom, ki je omogočil razvoj francoske trgovine v Sredozemlju in vzpostavitev medsebojnega strateškega vojaškega zavezništva.
Leta 1517 je bilo na atlantski obali ustanovljeno novo pristanišče Le Havre, prvotno imenovano Franciscopolis, ki je nadomestilo dotedanji pristanišči Honfleur in Harfleur, katerih uporabnost se je zmanjšala zaradi zamuljevanja.

#### Ameriki
Leta 1524 so meščani Lyona s pomočjo Franca I. financirali odpravo italijanskega pomorščaka Verrazzana v Severno Ameriko. Verrazzano je odkrito ozemlje Nove Fundlandije zahteval za francosko krono, na sedanjem prostoru New Yorka je ustanovil mesto Nouvelle-Angoulême (od 1625 nizozemski Nieuw-Amsterdam, kasnejši New York).
Leta 1531 je francoski admiral Bertrand d'Ornesan poskušal na mestu sedanjega Pernambuca v Braziliji ustanoviti francosko trgovsko postojanko.
Leta 1534 je Franc I. poslal Jacquesa Cartiera raziskati ozemlje vzdolž Reke svetega Lovrenca (Quebec) z nalogo najti določene otoke in zemljo, kjer, se govori, da morajo obstajati velike količine zlata in ostalega bogastva.

#### Osmansko cesarstvo
Pod Francem I. je Francija postala prva država v Evropi, ki je vzpostavila normalne odnose z Osmanskim cesarstvom, na državnem inštitutu Collège de France je odprla pouk arabskega jezika. Zavezništvo, ki se je pri tem spletlo, so imenovali kot »prvo neideološko diplomatsko zavezništvo te vrste med krščanskim in nekrščanskim cesarstvom«. V krščanskem svetu je ta povezava povzročila velik škandal in bila označena kot brezbožno zavezništvo, svetoskrunska zveza lilije in polmeseca. Obe sili sta se pri tem združili proti Karlu V. in leta 1543 skupaj izvedli pomorski napad med obleganjem Nice.
Leta 1533 je Franc I. poslal v Maroko veleposlanika, da bi vzpostavil uradne odnose. V pismu z dne 13. avgusta 1533, ki ga je prejel, je vatasidski vladar Fesa pozdravil francosko ponudbo in zagotovil svobodo ladijskega prometa ter zaščito francoskih trgovcev.

### Uveljavitev birokratske reforme
Franc I. je podvzel več korakov za izkorenitev monopola latinščine kot jezika znanosti. Leta 1530 je razglasil francoski jezik za državni jezik kraljestva, istega leta je odprl Collège des trois langues - Collège Royal, na katerem so začeli poučevati grščino, hebrejščino in kaldejščino, od 1539 tudi arabščino.
Leta 1539 je na svojem gradu v Villers-Cotterêts podpisal pomemben edikt znan kot Odlok iz Villers-Cotterêtsa, ki je poleg ostalih reform naredil francoščino za upravni jezik Francoskega kraljestva. Taisti odlok je zahteval od duhovnikov ustanovitev matičnih uradov v vsaki župniji in zapisovanje rojstev, porok ter smrti.

### Vera
V času kraljevanja Franca I. je v Evropi prišlo do verskega razkola. Pridige in pisanje Martina Luthra je privedlo do protestantskega gibanja, ki se je širilo po večjem delu Evrope vključno s Francijo.
V začetku je bil pod vplivom sestre Margarete Navarske Franc I. toleranten do novega gibanja, celo politično primeren glede na to, da je številne nemške prince obrnil proti svojemu sovražniku Karlu V. Njegovo stališče glede protestantizma se je spremenilo po tako imenovani aferi plakatov v noči 17. oktobra 1534, v kateri so se na ulicah Pariza in ostalih pomembnejših mest pojavile objave po odpovedi maš.
Najbolj goreči katoliki so bili glede tega globoko užaljeni. Franc I. je ob tem prišel do spoznanja, da se je gibanje zarotilo zoper njega in začel preganjati njihove privržence. Dal jih je zapirati in usmrtiti, pri čemer so bile na nekaterih ozemljih uničene cele vasi. Cenzorirali so tisk, vodeče protestante, kot je bil Jean Calvin, pa prisilili v izgnanstvo. Pregoni protestantov, ki so bili uzakonjeni v Fontainebleaujskem ediktu, leta 1540, so vodili v desetletja krvave državljanske vojne, ki so se končale šele leta 1598 s podpisom Nantskega edikta.

### Smrt
Franc I. je umrl na svojem gradu Château de Rambouillet 31. marca 1547 na 28. rojstni dan svojega sina Henrika II., ki ga je nasledil. Njegovo truplo je bilo položeno v grob poleg njegove prve žene Klavdije v stolnici sv. Dionizija v Saint-Denisu.